# Dan Bus Company

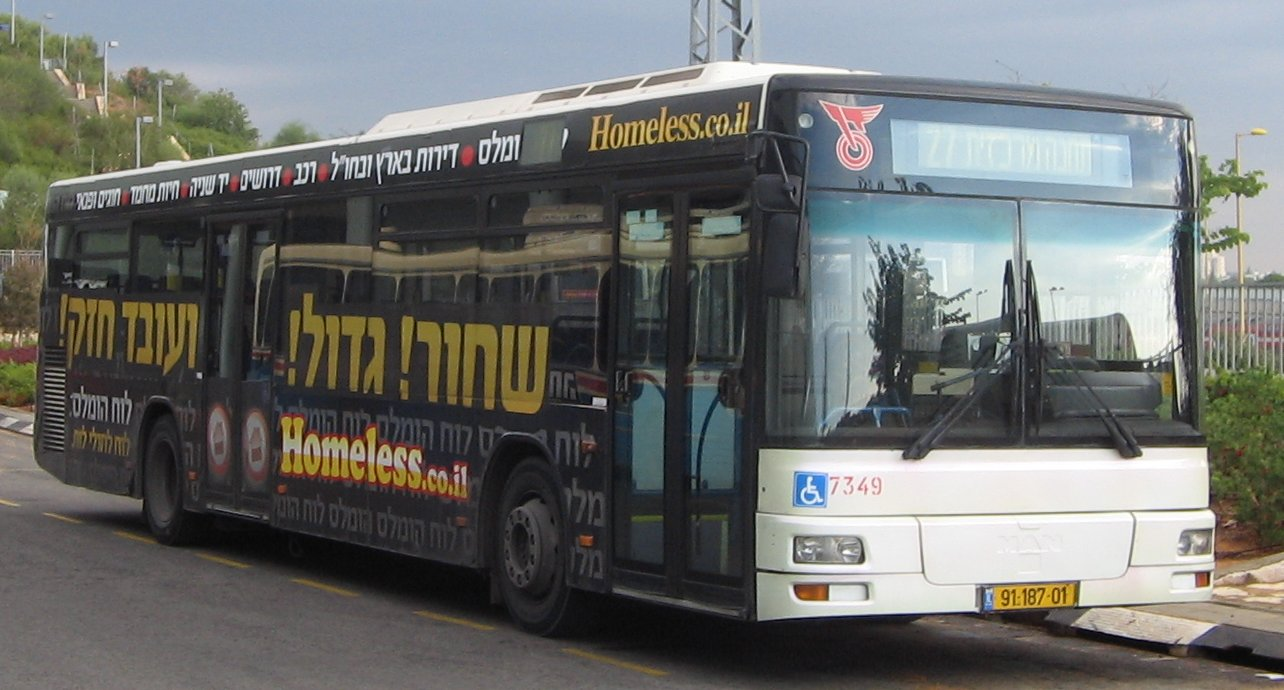
Autobus společnosti Dan Bus Company

Dan Bus Company je izraelská autobusový dopravce se působící v Tel Avivu. Zajišťuje místní autobusovou dopravu v metropolitní oblasti Guš Dan a některé meziměstské spoje mezi oblastí Guš Dan, Samařskem a Jeruzalémem. Společnost provozuje 1200 autobusů a má 2400 zaměstnanců. Denně obslouží na 600 000 cestujících.
Společnost byla založena 1. prosince 1945 jako družstvo, sloučením společností Galej ha-Maariv a Ihud Regev. V roce 2002 byla transformována na společnost s ručením omezeným.
Služby poskytuje šest dní v týdnu. Od pátečního poledne do sobotního západu Slunce jsou, z důvodu šabatu, jízdy přerušeny. Autobusy jsou v provozu do 23:30 a začínají v brzkých ranních hodinách.
V květnu 2008 stála jednoduchá nepřestupní jízdenka 5,20 šekelů, jízdenka pro deset jízd („Kartisija“) stála 41 šekelů, denní jízdenka (platná od 9:00 do půlnoci v rámci města) stála 11,80 šekelů a červená měsíční jízdenka stála 192 šekelů. Bílá měsíční jízdenka platná v rámci Většího Tel Avivu a v několika sousedních městech stojí 311 šekelů.